# Мустафин, Исаак Абрамович
Исаак Абрамович Мустафин (1897 — 18 апреля 1938) — советский военачальник,дивизионный комиссар, заместитель начальника Политуправления Черноморского флота СССР.

## Биография
Исаак Мустафин родился в 1897 году в Екатеринославе. Его отец был рабочим на лесопильном заводе.
В 1911 году окончил высшее начальное городское училище.
В 1911−1916 годах — ученик печатника и печатник в частной типографии в Екатеринославе.
В мае 1916 году, во время Первой Мировой войны был призван в царскую армию и направлен в запасный полк Юго-Западного фронта. С июля 1916 года — в действующей армии — рядовой 467-го Кинбурнского пехотного полка. Последний чин в старой армии — рядовой.
С октября 1917 года — печатник в разных типографиях Екатеринослава.
С января 1918 года — член ВКП(б).
В 1919−1920 годах — член Российского коммунистического союза молодёжи.
С января 1919 года — в РККА.
Во время Гражданской войны сражался на Южном и Юго-Западном фронтах.
С января по май 1919 года — красноармеец автоброневого дивизиона Особой группы войск Дыбенко.
С июня по июль 1919 года — начальник агитпросвета Кременецкого уездного военного комиссариата Волынской губернии.
С июля по август 1919 года — секретарь Кременецкого уездного комитета Коммунистической партии Украины.
С августа по октябрь 1919 года находился в распоряжении военного отдела ЦК Компартии Украины.
С октября по ноябрь 1919 года — начальник учетно-распределительной части политотдела 41-й стрелковой дивизии.
С декабря 1919 года по апрель 1920 года — председатель Валкинского уездного ревкома Харьковской губернии.
С мая по июнь 1920 года — начальник полевого редакционно-издательского отдела политотдела 1-й Конной армии.
С июня по сентябрь 1920 года — председатель Ровенского уездного ревкома Волынской губернии.
С сентября 1920 года по сентябрь 1921 года — начальник политотдела Особой кавалерийской бригады 1-й Конной армии.
В 1921−1922 годах — начальник политотдела 11-й кавалерийской дивизии.
С сентября 1922 года — военком конно-артиллерийского дивизиона 2-й кавалерийской дивизии.
С августа 1923 года — начальник политотдела 14-й кавалерийской дивизии.
В 1924−1925 годах — слушатель Курсов усовершенствования высшего политсостава при Военно-политической академии им. Н. Г. Толмачева.
С августа 1925 года — начальник политотдела 5-й Ставропольской кавалерийской дивизии.
С ноября 1927 года — военком и начальник политотдела 3-й Бессарабской кавалерийской дивизии.
С сентября 1928 года — помощник командира 2-го конного корпуса по политической части.
С апреля 1929 года находился в распоряжении Главного управления РККА с прикомандированием к управлению снабжения Московского военного округа.
С февраля 1930 года — старший инспектор отдела агитации и пропаганды Политического управления РККА.
С октября 1930 года — заместитель начальника 2-го отдела (отдела агитации и пропаганды) Политуправления РККА.
С августа 1932 года — заместитель начальника политуправления Морских сил Чёрного моря (Черноморского флота).
В 1935 году — дивизионный комиссар.
В мае 1937 года — в распоряжение Управления по командно-начальствующему составу РККА.
11 июня 1937 года арестован.
18 апреля 1938 года Военной коллегией Верховного суда СССР по обвинению в участии в военном заговоре приговорен к расстрелу; в тот же день казнён.
28 марта 1957 года реабилитирован посмертно определением Военной коллегии Верховного суда СССР.